# Sbeitla
Sbeitla (arabsko سبيطلة, latinizirano: Sbaytlā) je majhno mesto v zahodni osrednji Tuniziji. V bližini so ruševine rimske Sufetule z najbolje  ohranjenimi rimskimi Kapitolinskimi templji v državi. Mesto je bilo vstopna točka muslimanskega osvajanja Severne Afrike. 
Sbeitla je glavno mesto največjega okrožja v provinci Kasserine s površino 1133,5 km2. Od Tunisa je oddajena 264 km in ima 38.895 prebivalcev (2022). Okolica naj bi bila še v 19. stoletju poraščena z brinom in alepskim borom, v zgodnjem 20. stoletju pa je bila pusta in gola. 

## Zgodovina
Najstarejši sledovi civilizacije na območju Sbeitle so punski megaliti in nagrobne stele. 
Regijo so poseljevala nomadska plemena. Z ustanovitvijo tabora III. legije Augusta v Hajdri  in predajo berberskega voditelja Takfarinata je bila regija pomirjena in pod rimskim cesarjem Vespazijanom in njegovimi sinovi med letoma 67 in 69 poseljena. Kasneje je postala sedež škofije v rimski provinci Bizaceni.  
Nekateri napisi, najdeni v mestu, kažejo, da je bila naselbina v 2. stoletju uspešna in je dosegla veliko blaginjo s proizvodnjo oljčnega olja. Vzgojo oljk so omogočile zanje idealne podnebne razmere v regiji. Blaginja je omogočila gradnjo čudovitega foruma in drugih pomembnih javnih zgradb. 
Mesto je v poznem Rimskem cesarstvu začelo propadati. Zasedli so ga Vandali, kar potrjujejo templji, posvečeni njihovim bogovom. 
S prihodom Bizantincev se je začelo novo obdobje razcveta. Leta 647 so bila polja pred mestom prizorišče velike bitke med Bizantinci in Berberi pod poveljstvom Gregorja Patricija in Arabci pod poveljstvom guvernerja Rašidunskega kalifata v Egiptu Abdulahom ibn Saadom. Bitka pri Sufetuli se je končala z odločilno muslimansko zmago, ki je omajala bizantinsko oblast v regiji in nakazala začetek muslimanskega osvajanja Severne Afrike.
V tistem času je bil kalif Rašidunskega kalitata Utman ibn Afan, ki je vso svojo vojsko postavil pod poveljstvo Abdulaha ibn Saada. Ob prihodu Abdulaha ibn Saada v Cirenajko se je njegovi vojski pridružila vojska Ukbe ibn Nafija in poveljnika  sta skupaj pripravila načrt za osvojitev Sbeitle. Bitka je bila dolga in težka. Ko so na bojišče prišle okrepitve pod poveljstvom Abd Alaha ibn al-Zubajra, so s skupnimi močmi zavzeti Sufetulo. 
Muslimanska osvojitev je pomenila konec bizantinske oblasti in ukinitev škofije. Safetula je uradno še vedno katoliška naslovna škofija.
- Kapitolinski templji
- Javno kopališče
- Slavolok Antonina Pija in Kapitolinski templji